# Anna Maria Klechniowska
Anna Maria Klechniowska zamężna Sas (ur. 15 kwietnia 1888 w Borówce na Wołyniu, zm. 26 sierpnia 1973 w Warszawie)  – polska kompozytorka, pianistka i pedagog.

## Życiorys
Studiowała w Konserwatorium Warszawskim, m.in. u Katarzyny Jaczynowskiej (fortepian) i Gustawa Roguskiego (teoria). W latach 1905–1906 kontynuowała studia we Lwowie pod kierunkiem Mieczysława Sołtysa (fortepian, kompozycja) i Stanisława Niewiadomskiego (harmonia) , a następnie w Konserwatorium w Lipsku u Josepha Pembaura (fortepian) i Stephana Krehla (kompozycja). W latach 1908–1911 kształciła się w klasie fortepianu Klary Czop-Umlauff w Krakowskim Instytucie Muzycznym. W latach 1911–1917 studiowała u Richarda Heubergera i Franza Schmidta w Musikakademie w Wiedniu . 
Przed I wojną światową należała do kręgu bliskich znajomych Karola Szymanowskiego . W latach 1918–1939 prowadziła w Warszawie własne Kursy Muzyczne dla początkujących. W 1939 wyjechała do Paryża, gdzie pogłębiała studia w zakresie kompozycji u Nadii Boulanger . W latach 1945–1947 przebywała w Łodzi; była kierownikiem działu muzycznego w Wydziale Kultury i Sztuki i profesorem klasy fortepianu w Ludowym Instytucie Muzycznym. Po przeniesieniu się do Warszawy w 1947 podjęła działalność twórczą, pedagogiczną i społeczną. Była wizytatorem szkół muzycznych przy Ministerstwie Kultury i Sztuki, kierowała sekcją muzyki dla dzieci przy Zarządzie Głównym Związku Kompozytorów Polskich 
W 1950 otrzymała Nagrodę Muzyczną Prezesa Rady Ministrów za twórczość dla dzieci.
Zmarła w Warszawie, pochowana na cmentarzu Powązkowskim (kwatera 238-3-25).

## Twórczość
Z działalnością pedagogiczną Klechniowskiej wiąże się jej twórczość pedagogiczna, w której szczególną pozycję stanowi wielokrotnie wznawiana Szkoła na fortepian. Próbą rozwiązania problemu równoczesnego czytania nut na obu pięcioliniach w początkowym etapie nauki gry na fortepianie było zastosowanie systemu bez kluczy. Ponadto wprowadzała stopniowo wiadomości z zakresu zasad muzyki . 
W utworach dydaktycznych sięgała po motywy ludowe, np. w 20 łatwych utworów na fortepian. Do muzyki ludowej nawiązywała również m.in. w Uwerturze weselnej (motywy krakowskie) i balecie Juria (białoruskie). Na uwagę zasługują jej kompozycje dla dzieci, m.in. kantaty i muzyka baletowa. Część dorobku kompozytorki nadal pozostaje w rękopisie i znajduje się w Bibliotece Narodowej .

## Ordery i odznaczenia
- Krzyż Kawalerski Orderu Odrodzenia Polski (1955)[1]
- Medal 10-lecia Polski Ludowej (19 stycznia 1955)[6]